# Ahorquillar
Se llama ahorquillar a la acción de apuntalar o sujetar con horquillas y puntales las ramas de los árboles muy cargados de fruto para que no se desgarren con su peso. 
Generalmente, es necesario dar este socorro a los árboles que se arrebatan y ahilan porque siendo el tronco demasiado alto y delgado para las ramas, por poco que sea el fruto que estas sostengan, un viento recio tronchará el árbol o lo encorvará, si no las apuntalan y mantienen firmes por medio de estacas. También se ahorquillan en los países fríos las higueras, los groselleros, etc., para cubrirlos con paja y conservar su fruto, sin que lo lastimen las heladas; pero entonces es necesario descubrirlos en los días templados y serenos y quitarles la nieve si llega a caer sobre la paja para que no los desgarre con su peso.